# Juan de Lanuza y Urrea
Juan de Lanuza y Urrea (detto El Joven o el Moro; 1564 – Saragozza, 20 dicembre 1591) è stato un magistrato, politico e nobile spagnolo, Justicia de Aragón.

## Biografia
Figlio di Juan de Lanuza y Perellós, predecessore nell'incarico, e Catalina de Urrea, nacque nel 1564.

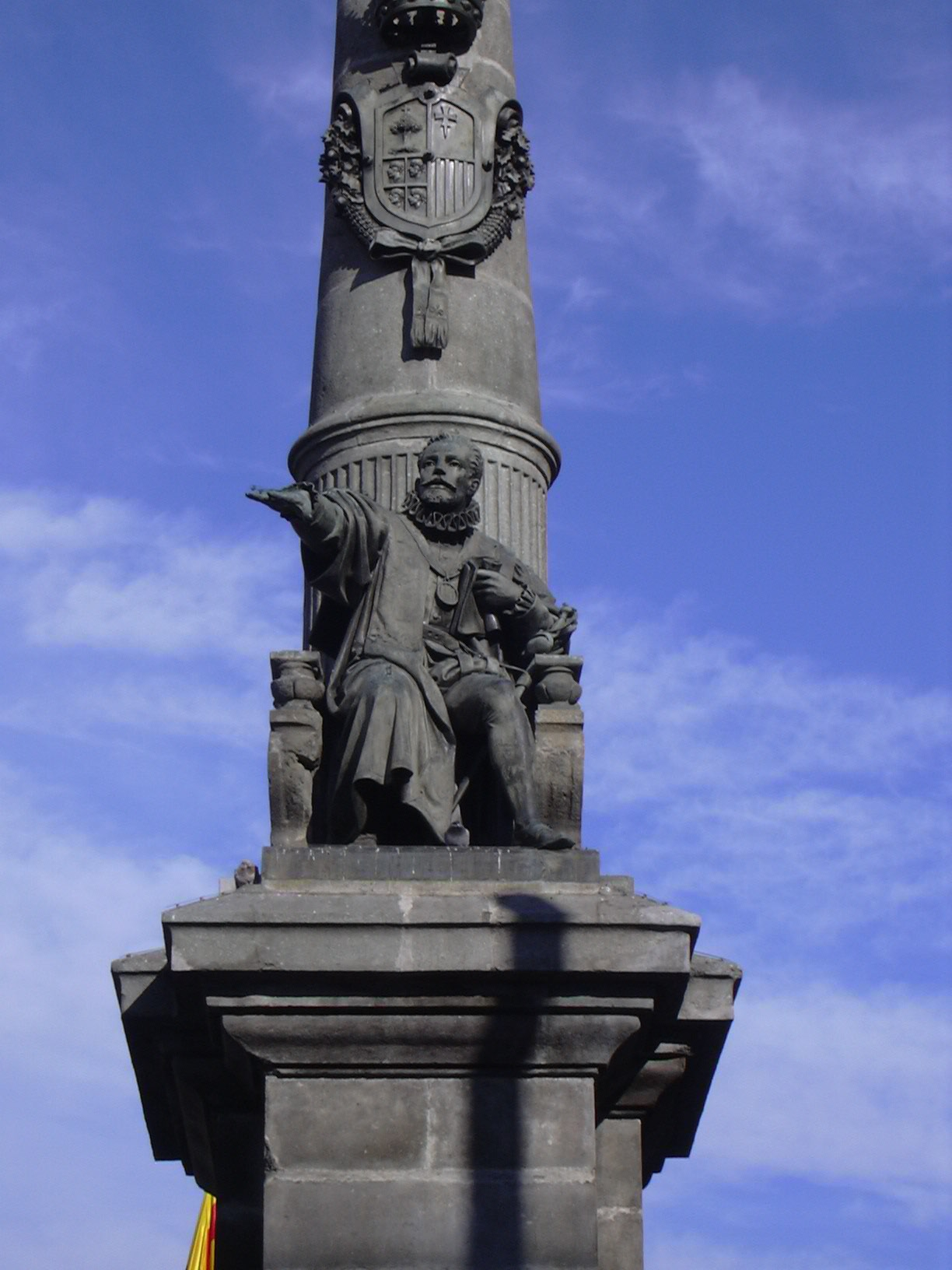
Monumento al Justiciazgo nella plaza de Aragón di Saragozza.

Prese possesso dell'incarico di Justicia de Aragón il 22 settembre 1591, all'età di 27 anni, alla morte di suo padre.
Dal mandato di suo padre ereditò il problema delle Alteraciones de Aragón – culminato in una serie crescente di scontri tra le istituzioni aragonesi e l'assolutismo reale – durante i quali Antonio Pérez, ex segretario di Filippo II di Spagna, cadde in disgrazia presso il re per circostanze ad oggi non completamente chiare – accusato, tra l'altro, dell'assassinio di Juan de Escobedo, segretario di Juan de Austria. Per la sua condizione giuridica di aragonese, si richiamò al diritto di manifestazione dei Fueros de Aragón che gli permettevano di mettersi sotto la protezione del Justicia, nel carcere del justiciazgo, dove non poteva essere maltrattato ne sottomesso a tortura, fino al proceso con garanzie giuridiche.
Per eludere l'ostacolo legale, il re lo denunciò come eretico davanti al tribunale dell'Inquisizione, davanti al quale non vi era alcuna protezione giurisdizionale per effetto delle leggi aragonesi. Quando si tentò di trasferirlo dalla prigione al tribunale dell'Inquisizione, scoppiarono violenti disordini a Saragozza, contro quella che per molti fu una manovra di Filippo per violare le leggi aragonesi, e il trasferimento venne sospeso.
Il 24 settembre 1591 venne tentato un nuovo trasferimento, con nuevi tafferugli, durante i quali Antonio Pérez riuscì a fuggire rifugiandosi in Francia.
Il fatto provocò l'ira del re, che inviò un esercito contro l'Aragona, forte di 10 000 - 14 000 uomini castigliani, al comando di Alonso de Vargas, che attraversò la frontiera l'8 novembre 1591.
Lanuza dichiarò illegale l'invio dell'esercito e si pose a capo di un esercito aragonese di 2000 uomini.
I due eserciti si scontrarono a Utebo il 12 novembre 1591; l'esercito aragonese venne sbaragliato dalle preponderanti forze nemiche e i castigliani entrarono a Saragozza senza incontrare resistenza.

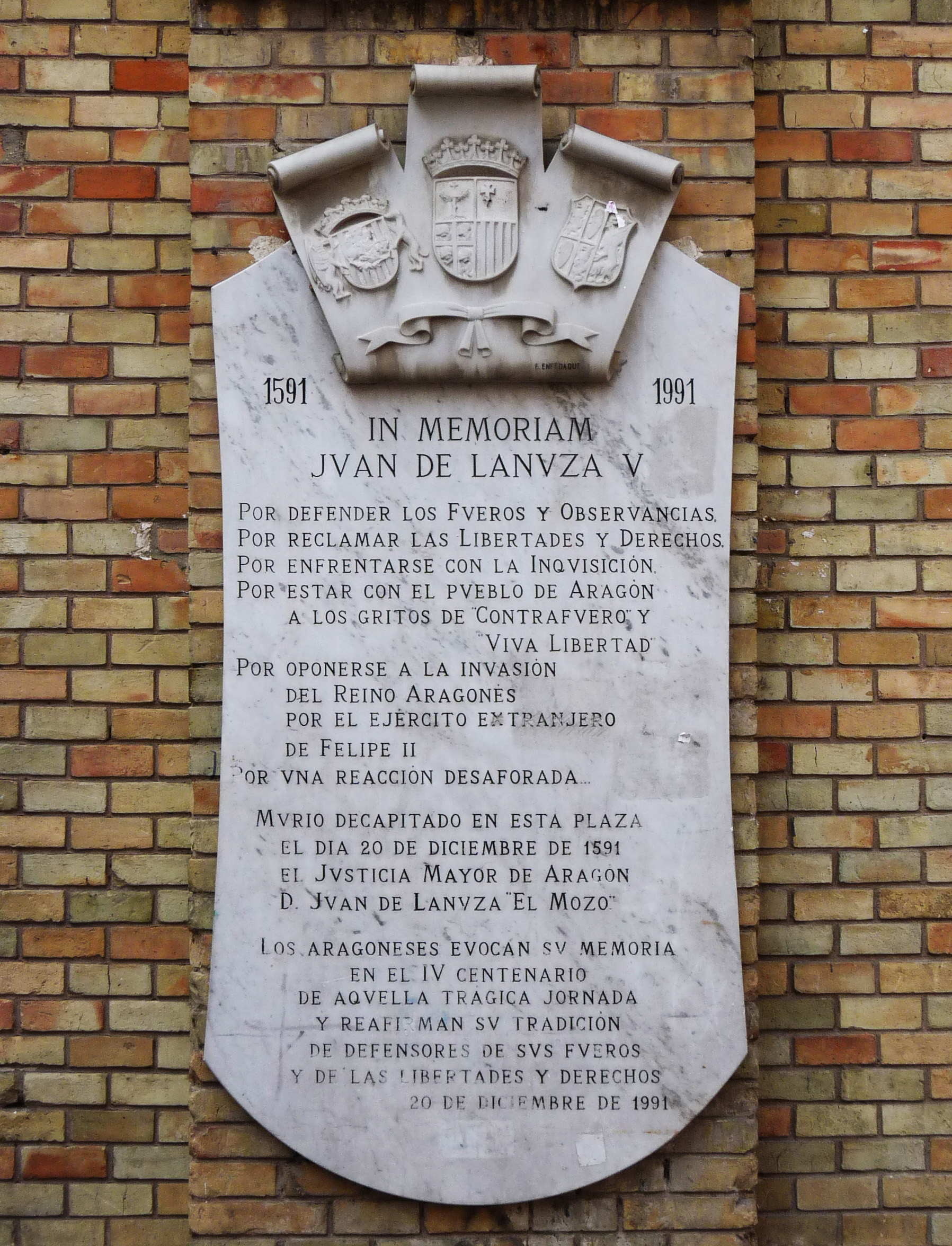
Targa in ricordo di Juan de Lanuza a Saragozza

Lanuza, in un primo tempo si rifugiò ad Épila, ma poi decise incoscientemente di tornare a Saragozza, dove venne incarcerato il 19 dicembre 1591.
Senza processo e contro la sentenza di Alonso de Vargas, venne decapitato per ordine personale di Filippo II (I d'Aragona), il giorno seguente, 20 dicembre 1591, 89 giorni dopo aver giurato come Justicia.

## Commemorazione
In commemorazione dell'evento, la città di Saragozza elevò, in plaza de Aragón, un monumento al Justiciazgo, il 22 ottobre 1904, opera di Félix Navarro. Sullo stesso è inciso "Justicia, ley suprema" (giustizia, legge suprema).
Sulla facciata del mercato centrale di Saragozza, che oggi occupa la piazza nella quale Lanuza venne giustiziato, è stato posta una targa commemorativa nel 400º anniversario della sua morte, collocata il 20 dicembre 1991.